# 71 Samodzielna Kompania Czołgów Rozpoznawczych

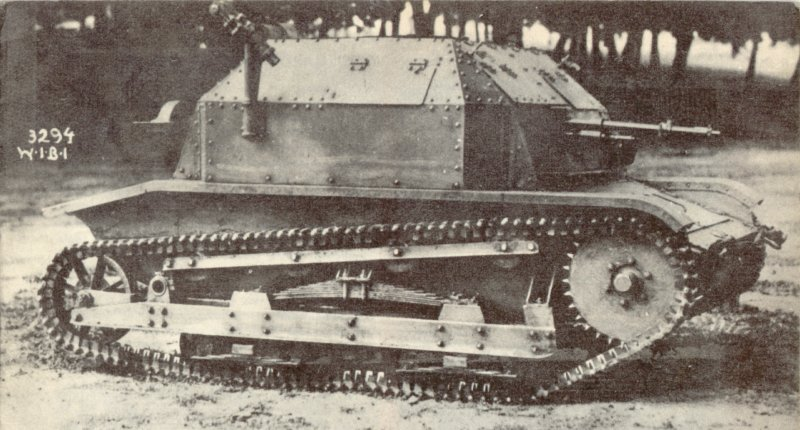
czołg TK-3 – czołg podstawowy kompanii

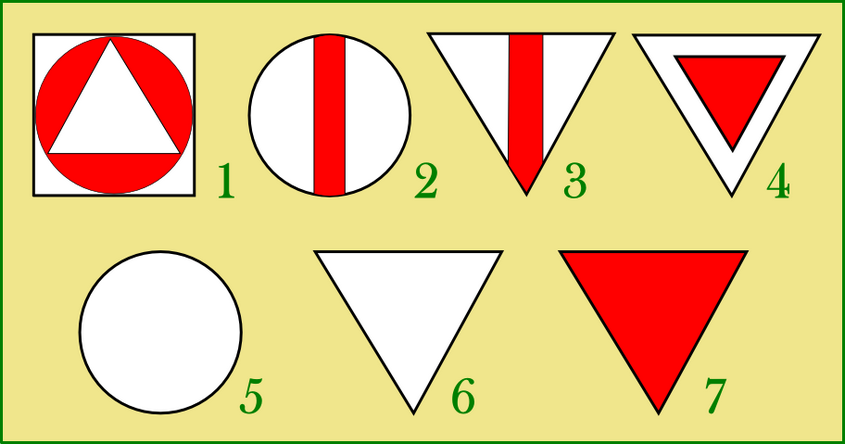
Znaki taktyczne malowane na czołgach lekkich i rozpoznawczych

71 Samodzielna Kompania Czołgów Rozpoznawczych – pancerny pododdział rozpoznawczy Wojska Polskiego II Rzeczypospolitej.
Kompania nie występowała w pokojowej organizacji wojska. Została sformowana w sierpniu 1939 roku w Poznaniu z przeznaczeniem dla 14 Dywizji Piechoty w grupie jednostek oznaczonych kolorem żółtym. Jednostką mobilizującą był 1 batalion pancerny.
Na wyposażeniu posiadała 13 czołgów rozpoznawczych, w tym 9 TK-3 uzbrojonych w 7,92 mm ckm i 4 TKS uzbrojone w 20 mm nkm.

## 71 skczr w kampanii wrześniowej
1 września kompania (bez plutonu) wraz z kompanią Straży Granicznej tworzyła oddział rozpoznawczy „Wolsztyn”. Do południa czołgi zatrzymały ogniem patrol 121 oddziału Grenzwachtu koło wsi Kopanica. I pluton kompanii, wraz z plutonem kolarzy i oddziałem Straży Granicznej stanowił skład oddziału rozpoznawczego „Zbąszyń” z zadaniem dozorowania linii Obry. Oddział ten po zdobyciu przez zaskoczenie mostu granicznego w Zbąszyniu został wyparty z miasta przez oddziały niemieckie.
2 września oba plutony wycofały się do Grodziska Wielkopolskiego, skąd wysyłały patrole na podejścia do miasta. Wieczorem cała kompania przeszła do Poznania. 3 września kompania pojechała do Gniezna i została podporządkowana dowódcy GO "Koło" gen Knoll-Kownackiemu. Na rozkaz gen. Knoll-Kownackiego kompania udała się w rejon koncentracji Grupy Operacyjnej „Koło”. Nocą 4 września weszła w bezpośrednie podporządkowanie dowódcy 17 Dywizji Piechoty i obsadziła odcinek zachodniej części przedmościa w łuku Warty
5 września prowadziła rozpoznanie przed pozycjami 17 DP patrolując wzdłuż linii Władysławów – Genowefa – Strączków. 6 września dozorowała podejścia do przeprawy w Kole. Następnego dnia została wycofana na prawy brzeg Warty.
8 września kompania została skierowana do Topoli Królewskiej wraz z kompanią 69 pp dozorowała szosę z Łęczycy. Wieczorem w składzie 69 pułku piechoty próbowała zdobyć miasto. Natarcie załamało się na przedmieściach. Kilka czołgów spłonęło. Dzień później kompania pozostawała w odwodzie, by około południa otrzymać zadanie rozpoznania przejść przez Bzurę i stanowisk niemieckich na przeciwległym brzegu rzeki. 1 pluton po przejściu na drugi brzeg rzeki i potyczce z niemieckim ubezpieczeniem, napotkał na szosie Łęczyca – Łowicz kolumnę samochodów ciężarowych z niemieckiej 30 DP. Po krótkiej walce spalono dwa samochody ciężarowe tracąc jedną tankietkę od ognia dział przeciwpancernych.
10 września kompania wraz z kawalerią dywizyjną została skierowana do rejonu Giecza w celu nawiązania łączności z od działami 14 Dywizji Piechoty. W okolicy Sypina czołgi 71 kompanii wraz ze spieszonymi kawalerzystami odcięły odwrót cofającym się spod Janowic rozproszonym grupom żołnierzy niemieckiego 26 pułku piechoty.
Wieczorem kompania zaatakowała dywizjon artylerii ciężkiej w lesie na północ od Giecza. Zaskoczenie Niemców było tak duże, że porzuciwszy sprzęt ratowali się ucieczką. W ręce polskie wpadło 12 armat kal. 150 mm, jaszcze, samochody ciężarowe i motocykle. Z braku możliwości odholowania dział, zniszczono je na miejscu. Wieczorem pododdział nadal „szukał” oddziałów 14 DP. Kontaktu jednak nie zdołano nawiązać.
W ciągu dwóch następnych dni kompania wraz z kawalerią dywizyjną 17 DP prowadziła rozpoznanie na lewym skrzydle 17 DP toczącej ciężkie walki o Modlną, Celestynów, Rogoźno i Wolę Rogozińską. Wzięto wspólnymi siłami z kawalerzystami 19 jeńców.
W nocy z 12 na 13 września kompania wycofała się ku Bzurze rejon Piątku i Bielaw. Przez dwa kolejne dni kompania rozpoznawała drogi maszerujących kolumn 17 DP.
16 września wspierała i ubezpieczała od strony Bzury natarcie 17 DP na Sochaczew, a następnie 69 pułku piechoty na wieś Bronisławy. Po południu tego samego dnia wraz z pododdziałami 55 pułku piechoty odparła w okolicy wsi Jasienice natarcie czołgów z niemieckiej 1 Dywizji Pancernej zagrażające bezpośrednio stanowisku dowodzenia 17 DP w Rybnie. Sukces ten kompania okupiła jednak licznymi stratami w ludziach i sprzęcie.
Następnego dnia 71 kompania, która osłaniała marsz głównej kolumny dywizji została zaatakowana przez niemieckie bombowce nurkujące w lasku koło Adamowej Góry. Stracono wszystkie pozostałe samochody oraz kilka tankietek. Dowódca kompanii otrzymał wówczas rozkaz pozostawienia na lewym brzegu Bzury ocalałego sprzętu. Po jego zniszczeniu żołnierze kompanii w kilku grupach przeprawili się przez Bzurę.
Większość ocalałych żołnierzy 71 samodzielnej kompanii czołgów rozpoznawczych wraz ze swoim dowódcą dołączyła na prawym brzegu Bzury do kawalerii gen. bryg. R. Abrahama i razem z nią przebiła się do Warszawy. W Warszawie pełnili oni służbę w Batalionie Obrony Mostów strzegąc mostu Kierbedzia aż do kapitulacji miasta.

## Obsada personalna
Obsada w dniu 1 września 1939 roku:
- dowódca kompanii – por. Stanisław Skibniewski
- dowódca I plutonu – ppor. rez. Leon Puppel († 16 IX 1939)
- dowódca II plutonu – ppor. rez. Józef Szymankiewicz
- dowódca plutonu techniczno–gospodarczego – por. Aleksander Wieczorek (zamordowany w Katyniu)

## Skład kompanii
Poczet dowódcy
- gońcy motocyklowi
- drużyna łączności
  - patrole:

radiotelegraficzny
łączności z lotnictwem
- sekcja pionierów

Razem w dowództwie
1 oficer, 7 podoficerów, 21 szeregowców;
1 czołg, 1 samochód osobowo terenowy, 2 samochody z radiostacjami N.2, furgonetka, 4 motocykle.
2 x pluton czołgów
1 oficer, 7 podoficerów, 7 szeregowców
6 czołgów, 1 motocykl, przyczepa towarzysząca
pluton techniczno – gospodarczy
- drużyna techniczna
- drużyna gospodarcza
- załogi zapasowe
- tabor

Razem w plutonie
1 oficer, 13 podoficerów, 18 szeregowców
5 samochodów ciężarowych, samochód–warsztat, cysterna, 1 motocykl, transporter czołgów, 2 przyczepy na paliwo, kuchnia polowa